# فهرست ظرف‌های شراب‌خوری
در زبان فارسی برای ظرف‌های میگساری نام‌های گوناگون با ویژگی‌های گوناگونی وجود دارد. چندتا از آن‌ها به ترتیب کوچک به بزرگ این‌ها هستند:
- پیک: لیوانک شیشه‌ای عرق خوری
- چَتوَر: بطری به اندازه یک چهارم شیشه‌های معمولی، چتول هم می‌گویند
- پیمانه: لیوان شراب خوری، رطل هم می‌گویند
- جام: لیوان شیشه‌ای باده خوری
- پیاله: کاسه کوچک بی پایه
- تغار: آوند نسبتاً کوچک
- مینا: شیشه باده خوری
- ساغر: کاسه پایه دار
- سبو: کاسه سفالی دسته دار
- سبوچه: سبوی کوچک
- تُنگ: آوند شیشه‌ای گردن باریک، صراحی هم گفته اند.
- سَکره: تنگ سفالین بزرگ (از گویش لارستانی)
- هَسی: تشت سفالین (از گویش لارستانی)
- تَکوک: آوندهایی که به شکل جانوران درست می‌شده.
- ساتگین: آوند شیشه‌ای بزرگ و استوار باده خوری
- زیغال: جام شکم بزرگ یک نفره، قدح هم گفته اند.
- پارچ: کاسه‌ای بزرگ که دور می‌گردانند.
- قرابه: آوند شیشه‌ای شکم بزرگ
- چمانه: نیم-کدوی تراشیده و نگارینی که با آن می‌می خوردند.
- کوزه: آوند سفالین نسبتاً بزرگ
- خُم: بزرگ‌ترین آوند باده سازی و باده خوری (در اصل خُنب بوده)
- خمره: همان خم